# Stanisław Szpinalski

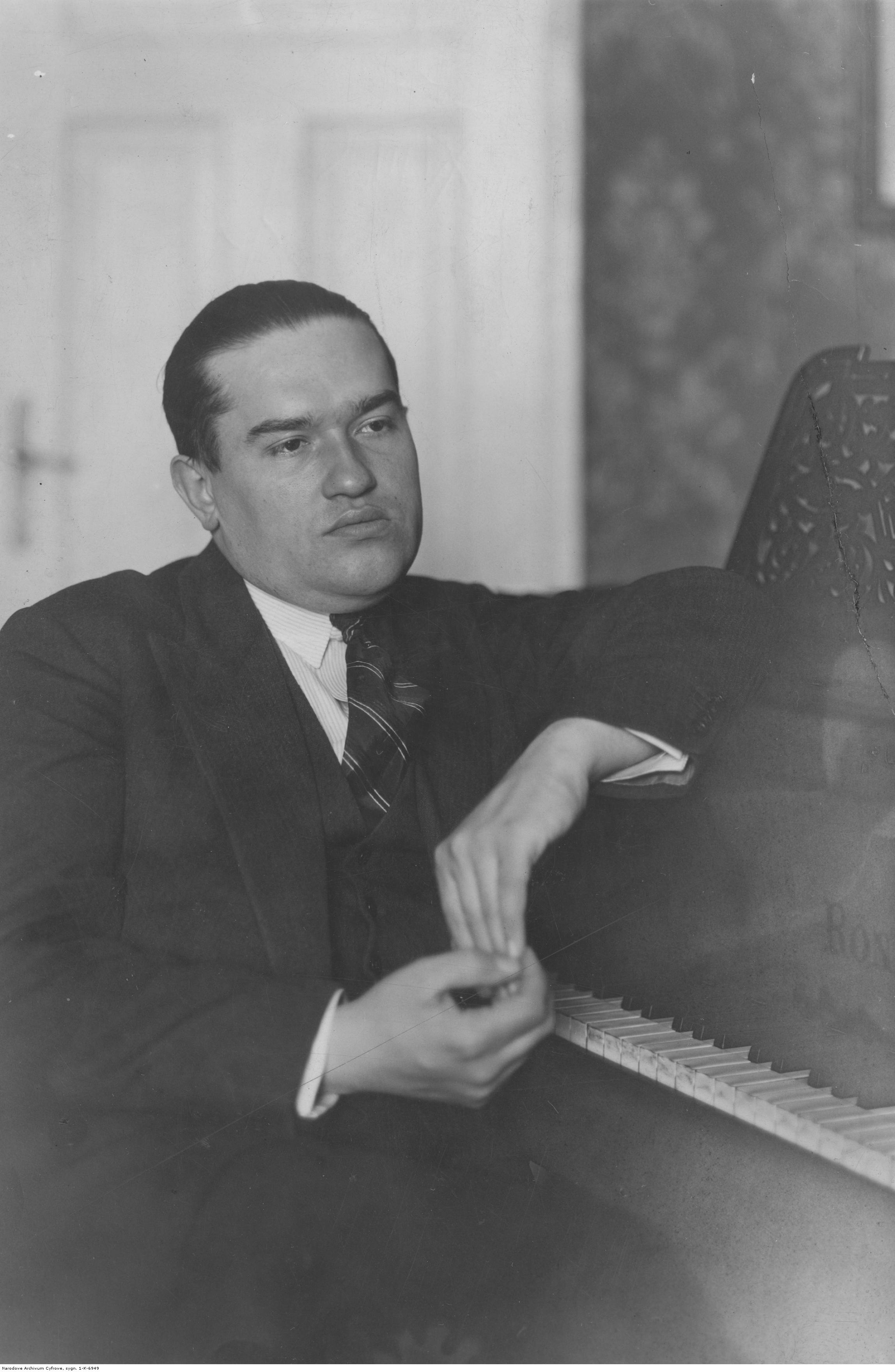
Stanisław Szpinalski

Leopold Stanisław Szpinalski (* 15. November 1901 in Jekaterinodar, Russisches Kaiserreich; † 12. Juni 1957 in Paris, Frankreich) war ein polnischer Pianist und Musikpädagoge.

## Leben
Nach erstem Unterricht bei seinem Vater besuchte Szpinalski die Musikschule in Rostow am Don. Von 1912 bis 1918 studierte er Klavier bei Karl Kipp am Moskauer Konservatorium. Er setzte die Ausbildung bei Józef Turczyński (1884–1953) am Warschauer Konservatorium fort, wo er 1924 die Diplomprüfung mit Auszeichnung bestand. 1925–1926 studierte er in Paris Klavier bei Ricardo Viñes und Komposition bei Louis Aubert.
Ende 1925 debütierte er als Konzertpianist in der Salle Pleyel. 1927 erhielt er den zweiten Preis beim ersten Internationalen Chopin-Wettbewerb. In den nächsten Jahren arbeitete er in der Schweiz mit Ignacy Jan Paderewski zusammen. Von 1932 bis zum Beginn des Zweiten Weltkriegs trat er als Konzertpianist in Polen, der Schweiz, England, Belgien, Holland, Frankreich, Spanien, Deutschland, den USA und Kanada auf. 1939 trat er in der Carnegie Hall mit dem New York Philharmonic Orchestra unter Leitung von Artur Rodziński in Karol Szymanowskis Symphonie Concertante auf.
Seit 1934 lebte Szpinalski in Vilnius, wo er als Professor für Klavier und Leiter des Konservatoriums wirkte. 1951 wurde er Rektor der Fryderyk-Chopin-Universität für Musik Warschau und übernahm dort eine Klavierklasse. Zu seinen Schülern zählten u. a. Andrzej Czajkowski, Jerzy Godziszewski, Jerzy Jasienski, Andrzej Stefanski, Zbigniew Szymonowicz und Maria Zubelewicz. Seine durch den Krieg unterbrochene Laufbahn als Pianist nahm er 1949 mit einer Reihe von Konzerten zum 100. Todestag Chopins in Polen und England fort. Eine Rheumaerkrankung machte ihm mehrere Jahre lang Auftritte als Pianist unmöglich. 1955 kehrte er mit einem Konzert in der Nationalphilharmonie Warschau auf die Konzertbühne zurück und gab bis zu seinem Tod Konzerte u. a. in England und Deutschland.